# Piccata

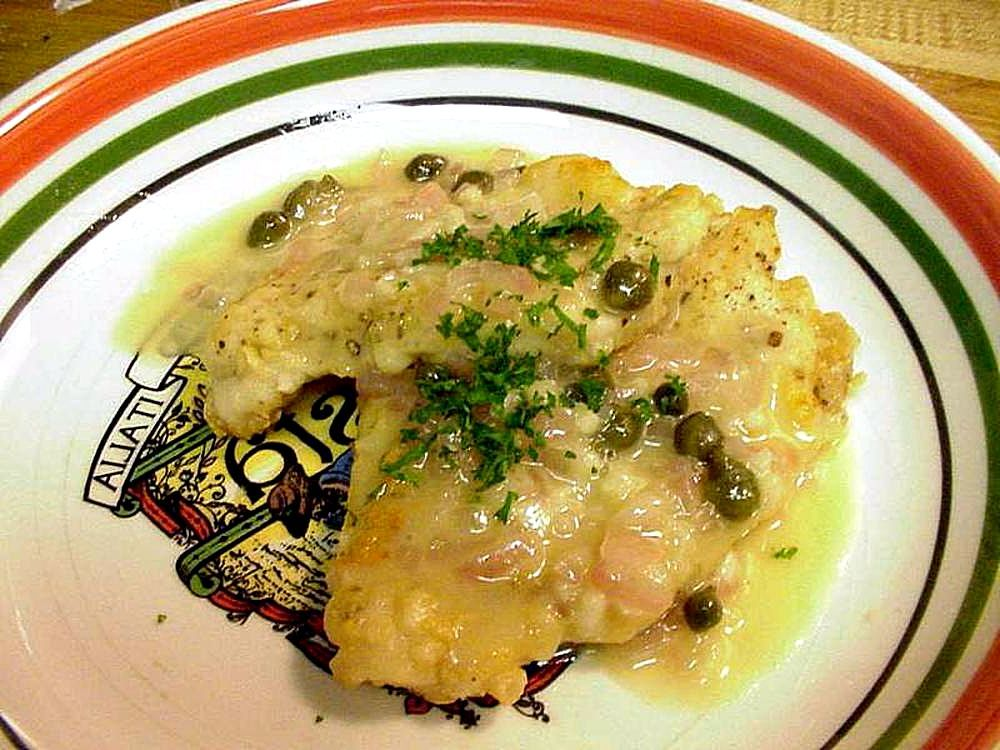
Piccata di pollo

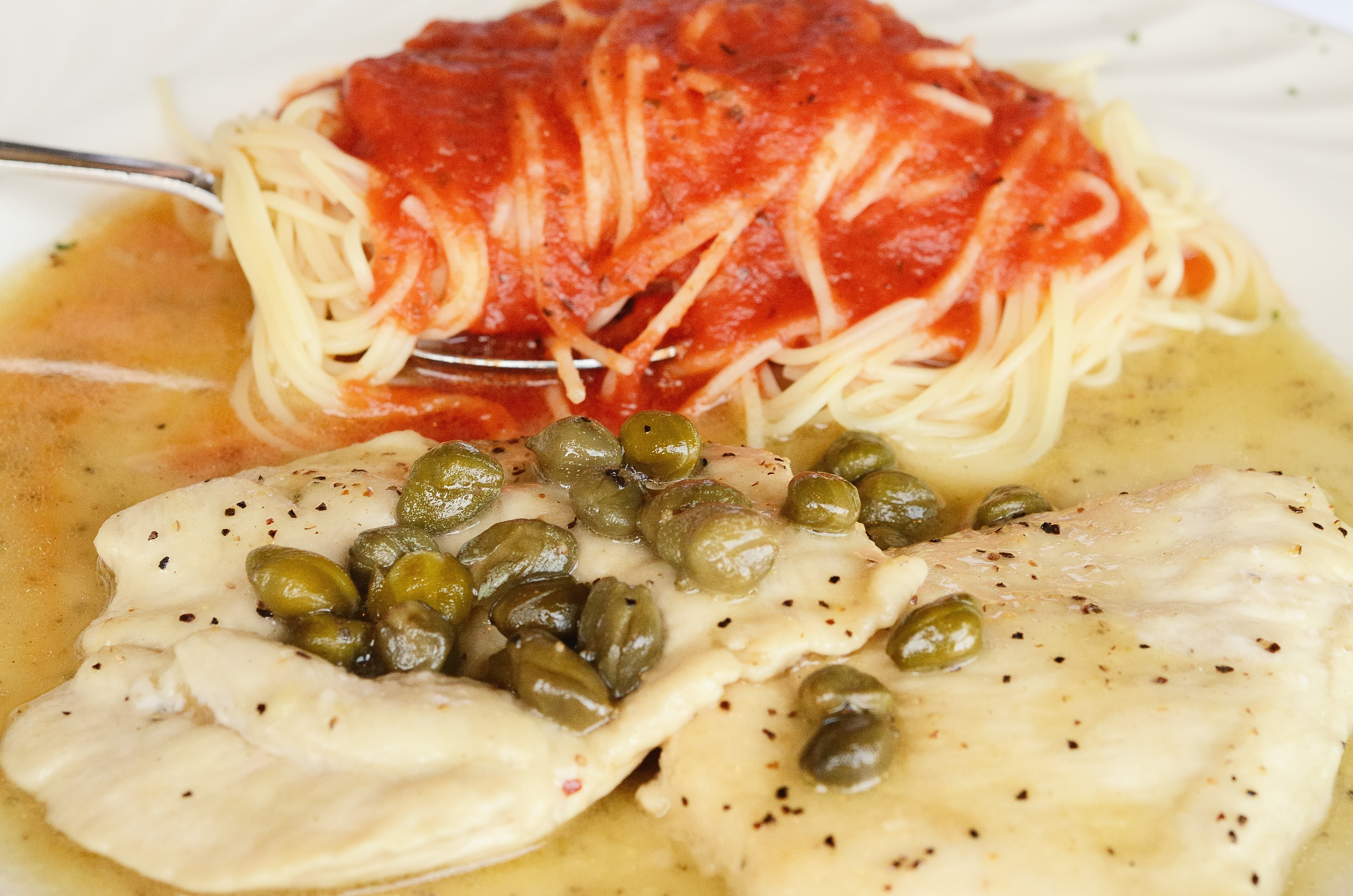
Piccata di pollo servita con a fianco spaghetti (ricetta statunitense)

La piccata è un piatto della cucina italiana consistente in fettine di carne di vitello o di pollo, infarinate crude, cotte in padella fino alla loro brunitura, e servite in una salsa contenente succo di limone, burro e capperi.

## Etimologia
Piccata è un termine in lingua italiana; "piccato", aggettivo cui pare sia in relazione il termine, potrebbe essere la traduzione del francese piqué, participio passato del verbo piquer (pungere, lardellare), benché non sia conforme all'uso culinario del termine italiano che significa "pestato fino a diventare appiattito". In riferimento al suo utilizzo nella preparazione di cibi, in particolare carne o pesce, esso significa: «affettato, sauté e servito in una salsa contenente limone, burro e spezie».
Tradizionalmente, gli italiani usano carne di vitello (piccata di vitello), in particolare nel milanese  ma è anche utilizzata la carne di pesce spada (pesce spada con capperi e limone).
Il piatto di questo tipo più noto negli Stati Uniti d'America è costituito da carne di pollo (chicken piccata). La ricetta ha un adattamento vegetariano con uso di seitan (piccata di seitan).

## Preparazione
Un petto di pollo viene aperto ed affettato per la sua lunghezza. Dopo che le fette così ricavate sono state appiattite e quindi assottigliate con un batticarne tra due fogli di carta cerata o plastica, vengono infarinate in farina bianca per poi essere fritte fino all'imbiondimento in burro od olio di oliva. La salsa viene preparata utilizzando una leccarda. Succo di limone e vino bianco o brodo di pollo vengono aggiunti e ridotti con la cottura. Si possono aggiungere anche scalogno o aglio con capperi, prezzemolo tritato e fette di limone. Dopo la riduzione del sugo, viene aggiunto burro mescolando, per terminare la salsa.
Negli Stati Uniti essa viene servita abitualmente con verdure oppure con pasta, polenta o riso. In Italia la piccata di vitello viene servita come secondo piatto, mai con contorno di pasta, dopo un primo di pasta o un antipasto.

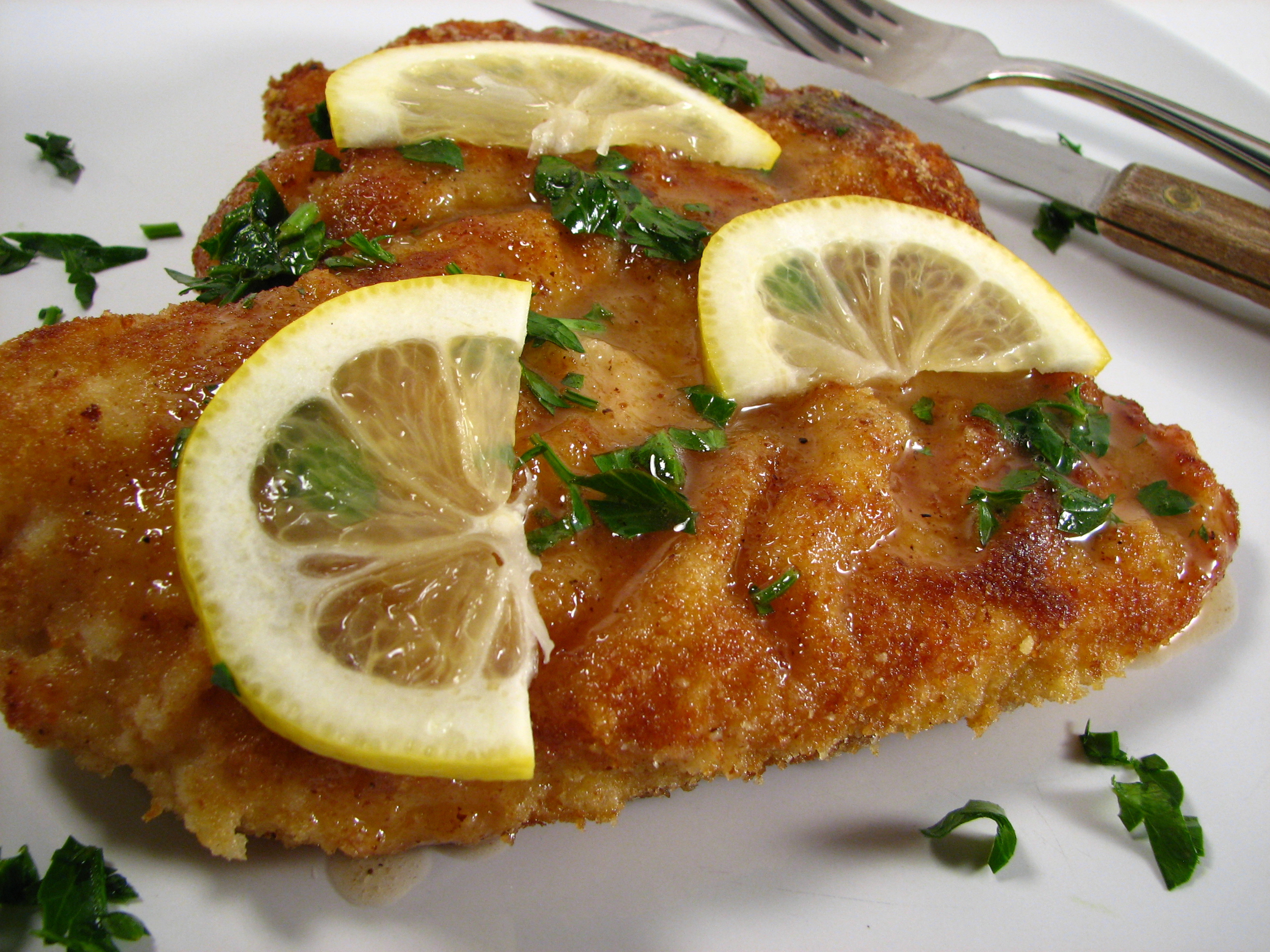
Piccata di pollo
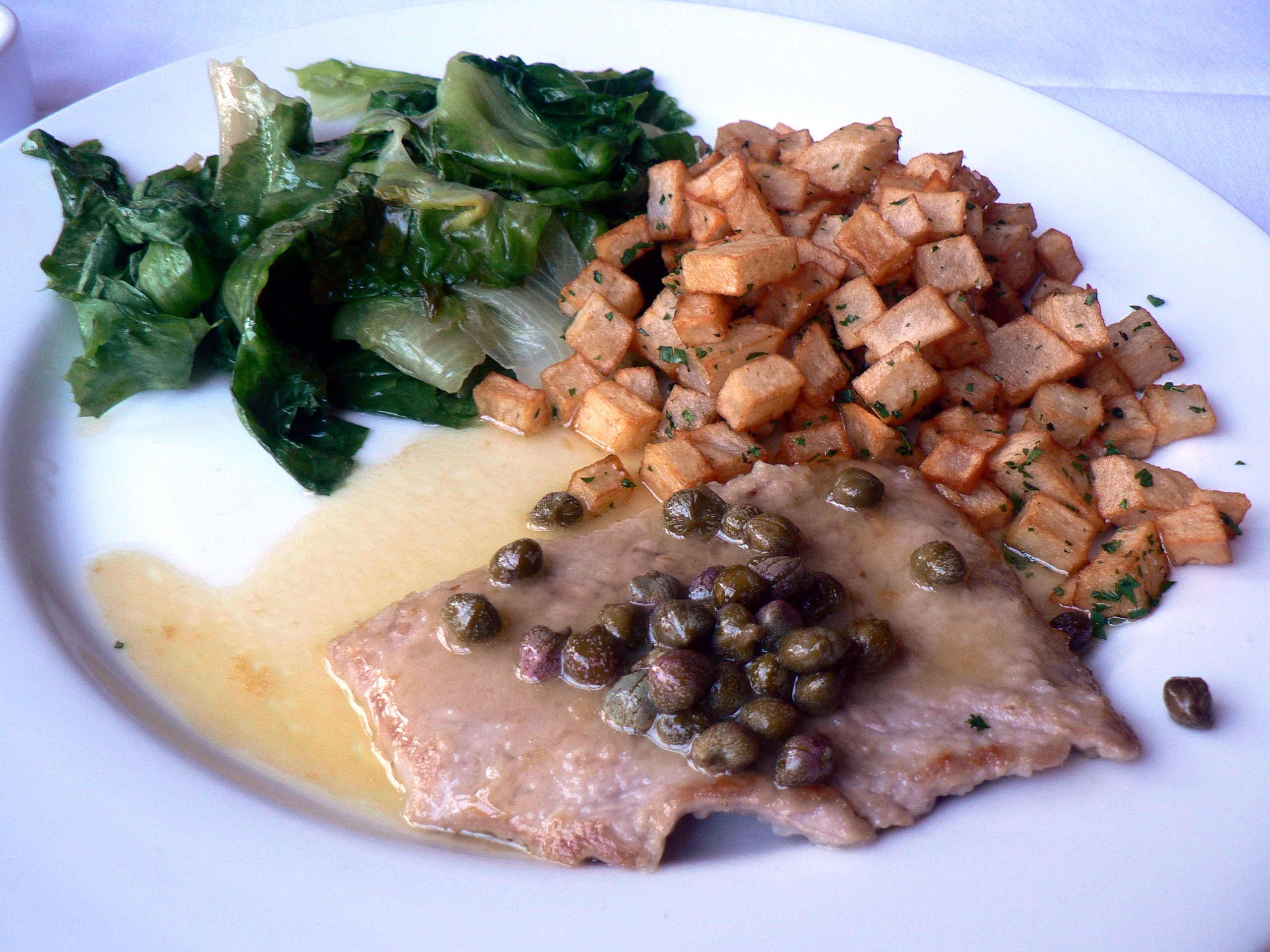
Piccata di vitello
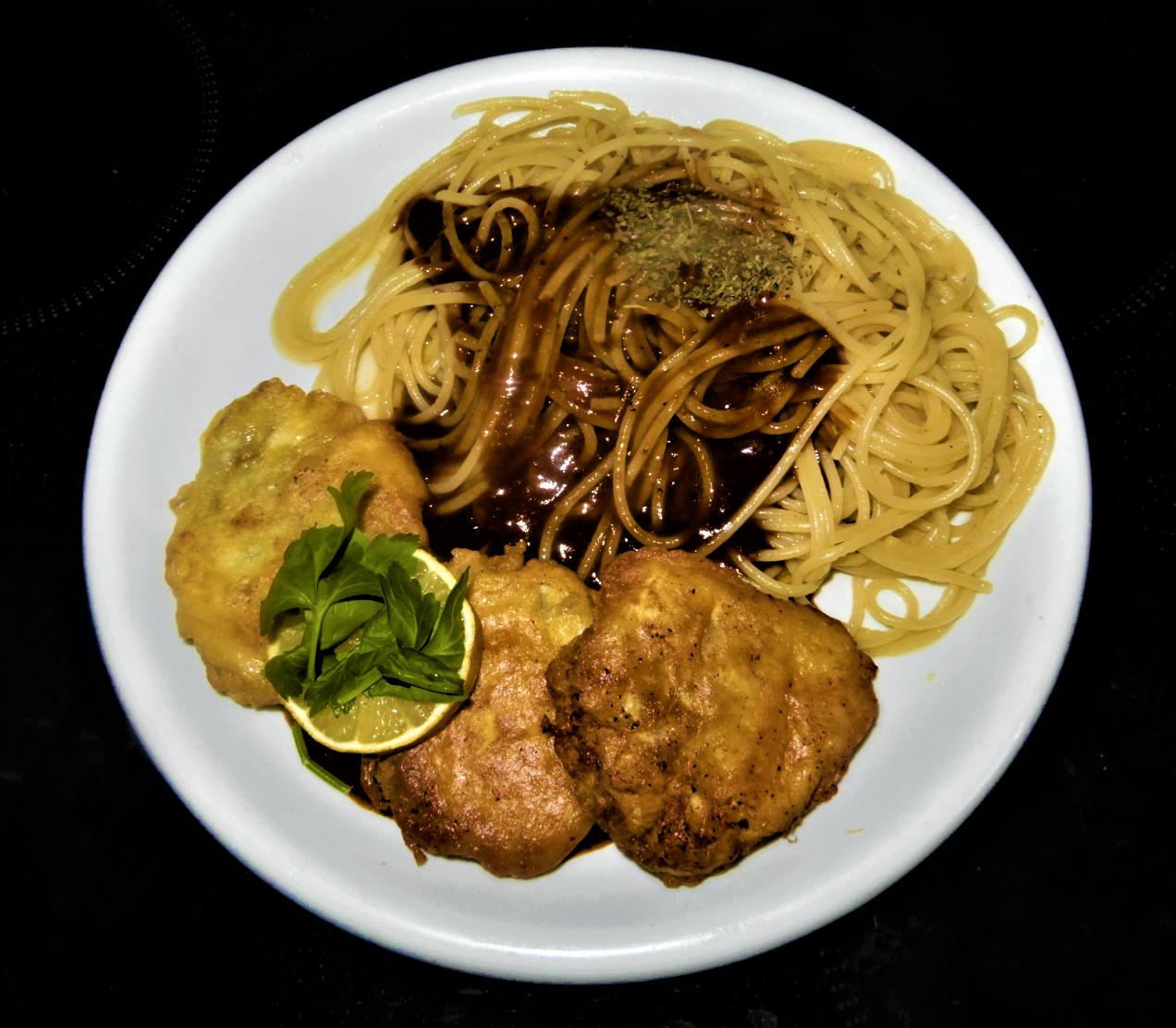
Piccata milanese (ricetta non italiana)
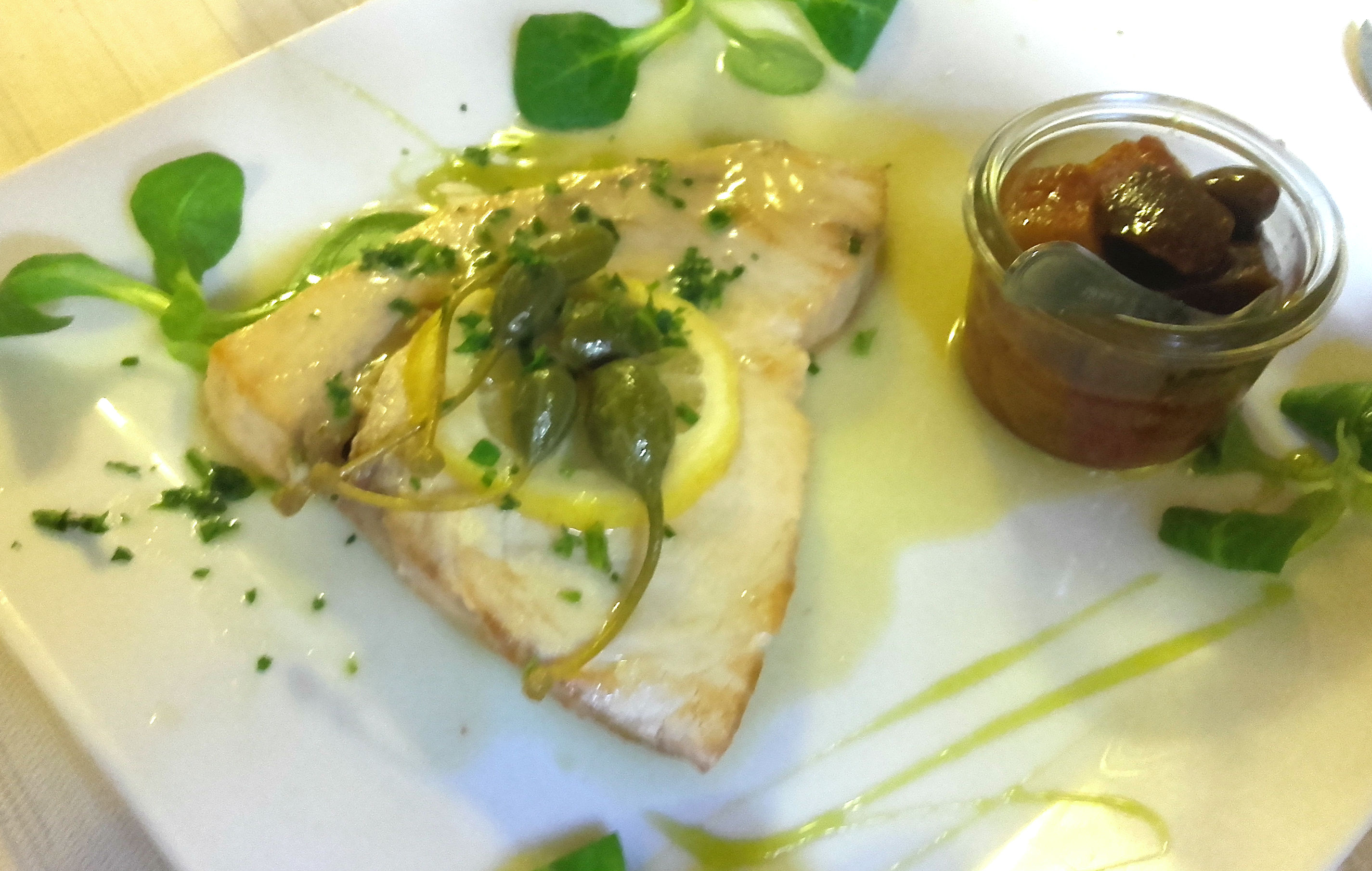
Pesce spada in salsa di piccata